# 波旁-帕爾馬的安娜
波旁-帕爾馬的安娜（法語：Anna di Borbone-Parma，1923年9月18日—2016年8月1日），羅馬尼亞末代國王米哈伊一世的妻子。
1948年，安娜與退位後的米哈伊一世結婚，兩人共有五個女兒：
1. 瑪格麗塔公主（1949年出生），羅馬尼亞王位繼承人
2. 埃列娜公主（1950年出生）
3. 伊琳娜公主（1953年出生）
4. 索菲亞公主（1957年出生）
5. 瑪麗亞公主（1964年出生）